# Sandstone (Minnesota)
Sandstone ist eine Stadt im Pine County in Minnesota, Vereinigte Staaten. Das U.S. Census Bureau hat bei der Volkszählung 2020 eine Einwohnerzahl von 2.462 ermittelt. Der Banning State Park liegt in der Nähe. Zum Einkaufen oder zur Inanspruchnahme von Dienstleistungen fahren die meisten Einwohner ins nahegelegene Pine City.
Der Name der Siedlung in der Sprache der Ojibwe lautet Asinikaaning und bedeutet am steinbrechenden Ort; er verdankt diese Bezeichnung dem Steinbruch für Sandstein, der am Stadtrand liegt. Viele der noch heute existierenden Sandsteingebäude ließ der Eisenbahnunternehmer J.J. Hill errichten.
In Sandstone befindet sich ein Bundesgefängnis mit rund 1300 Insassen.

## Geografie
Nach den Angaben des United States Census Bureaus hat die Stadt eine Fläche von 14,1 km², wovon 13,7 km² auf Land und 0,4 km² (= 2,57 %) auf Gewässer entfallen.
Die Stadt liegt am Kettle River. Durch das Stadtgebiet führen Interstate 35, Minnesota State Route 23 und Minnesota State Route 18.

## Demografische Daten
Nach der Volkszählung im Jahr 2010 lebten in Sandstone 2849 Menschen 602 Haushalten. Die Bevölkerungsdichte betrug 208 Einwohner pro Quadratkilometer. In den 602 Haushalten lebten statistisch je 2,42 Personen.
Ethnisch betrachtet setzte sich die Bevölkerung zusammen aus 71,5 Prozent Weißen, 15,5 Prozent Afroamerikanern, 5,7 Prozent amerikanischen Ureinwohnern, 0,6 Prozent Asiaten, 0,1 Prozent Polynesiern sowie 3,6 Prozent aus anderen ethnischen Gruppen; 2,9 Prozent stammten von zwei oder mehr Ethnien ab. Unabhängig von der ethnischen Zugehörigkeit waren 11,9 Prozent der Bevölkerung spanischer oder lateinamerikanischer Abstammung.
14,6 Prozent der Bevölkerung waren unter 18 Jahre alt, 75,6 Prozent waren zwischen 18 und 64 und 9,8 Prozent waren 65 Jahre oder älter. 29,0 Prozent der Bevölkerung war weiblich.

Das mittlere jährliche Einkommen eines Haushalts lag bei 40.306 USD. Das Pro-Kopf-Einkommen betrug 14.914 USD. 14,8 Prozent der Einwohner lebten unterhalb der Armutsgrenze.